# Isaac Bayley Balfour
Isaac Bayley Balfour (Edinburgh, 31 maart 1853 – Haslemere, 30 november 1922) was een Britse botanicus. Hij was de zoon van botanicus John Hutton Balfour.
Hij werd opgeleid aan de Edinburgh Academy, waar hij werd onderwezen in de klassieken. Hij was hier echter niet in geïnteresseerd. Zijn vader onderwees hem in de biologie, een vak waar hij wel in geïnteresseerd was. Omdat zijn vader hoogleraar in de botanie was aan de Universiteit van Edinburgh, kon Isaac de Royal Botanic Garden Edinburgh bezoeken. Deze botanische tuin was in die tijd nog niet opengesteld voor het publiek. Hierdoor werd zijn interesse in de botanie gewekt. Hij studeerde aan de University of Edinburgh, waar hij in 1873 zijn B.Sc. behaalde met first class honours. Ook studeerde hij aan de Julius Maximilians-Universiteit en de Universiteit van Straatsburg. Van 1873 tot 1878 was hij leraar botanie aan Royal (Dick) School of Veterinary Studies.
In 1874 nam Balfour deel aan een astronomische expeditie naar Rodrigues. Hoewel het doel van deze expeditie was om de planeet Venus te observeren, greep hij de mogelijkheid aan om de flora ter plaatse te onderzoeken. Het veldwerk dat hij op Rodriguez verrichtte, stelde hem in staat om in 1875 zijn doctoraat te halen aan de University of Edinburgh. In 1877 haalde hij zijn Bachelor of Medicine en zijn Bachelor of Surgery aan dezelfde universiteit.
Toen zijn vader in 1879 stopte als hoogleraar in Edinburgh, werd Alexander Dickson van de Universiteit van Glasgow zijn opvolger. Hierdoor kon Isaac hoogleraar botanie aan de University of Glasgow worden, wat hij bleef tot 1884.
Op 9 januari 1880 vertrok Balfour in opdracht van British Association for the Advancement of Science als leider van een expeditie naar Socotra, een eiland dat 350 km ten zuiden van Jemen, Afrika ligt. De expeditie arriveerde er op 11 februari en vertrok er weer op 30 maart, na een verblijf van 48 dagen. Balfour verzamelde er zoölogische, geologische en botanische specimens waaronder 500-600 bloeiende planten. Dit resulteerde in de beschrijving van meer dan 200 soorten en 20 genera die voordien onbekend waren voor de wetenschap, waaronder Dracaena cinnabari en Punica protopunica. Deze soorten werden door Balfour beschreven en afgebeeld in Botany of Soqotra uit 1888. In april en mei 1881 verzamelde Emil Riebeck ook plantenspecimens op het eiland en hij zond deze naar Balfour, ter aanvulling van zijn planten die in februari en maart waren verzameld.
In 1884 haalde Balfour zijn M.A. aan de Universiteit van Oxford, werd hij benoemd tot hoogleraar in de botanie aan de Universiteit van Cambridge en werd hij opgenomen als lid van de Royal Society
Uiteindelijk keerde Balfour in 1888 terug in Edinburgh om daar hoogleraar in de botanie, directeur van de Royal Botanic Garden Edinburgh ('regius keeper') en botanicus namens de koning te worden. Hij veranderde in zijn functie de inrichting van de Royal Botanic Garden Edinburgh, waarvan zijn vader de oppervlakte al had vergroot. Er werd een botanisch instituut opgericht, een arboretum aangelegd, nieuwe laboratoria gebouwd en de wetenschappelijke faciliteiten werden verbeterd.
Balfour richtte zijn veel van zijn onderzoek op de flora van China en de Himalaya. Hij was vooral geïnteresseerd in rododendrons en primula's. Hij ondernam in 1909 en 1910 nog een expeditie naar China en Japan. In 1919 ontving hij de Linnean Medal van de Linnean Society of London en in 1920 werd hij geridderd en mocht hij 'Sir' voor zijn naam zetten.